# Dawanshan Dao
Dawanshan Dao (kinesiska: 大万山岛) är en ö i Kina. Den ligger i provinsen Guangdong, i den södra delen av landet, omkring 140 kilometer söder om provinshuvudstaden Guangzhou. Arean är 7,9 kvadratkilometer. Den sträcker sig 3,5 kilometer i nord-sydlig riktning, och 3,7 kilometer i öst-västlig riktning.